# Sapogne-et-Feuchères

Sapogne-et-Feuchères este o comună în departamentul Ardennes din nordul Franței. În 1 ianuarie 2022 avea o populație de 516 de locuitori.